# Taq Kasra
Tāq Kasrā (arabsko طاق كسرى, latinizirano: ṭāq kisrā, Taq-i Kisra, Taq-e Kesra, perzijsko طاق کسری) ali Ayvān-e Kesrā (perzijsko ایوان خسرو, latinizirano: ʼiwan-i-husraw, dob. 'Kozravov ivan') so ostanki perzijskega spomenika iz sasanidske dobe, datiran v ok. 3. do 6. stoletje, ki ga včasih imenujejo Lok iz Ktezifona. Stoji v bližini sodobnega mesta Salman Pak v Iraku. To je edina vidna preostala struktura starodavnega mesta Ktezifon. Obok velja za mejnik v zgodovini arhitekture in je največji obok iz nežgane opeke na svetu.

## Zgodovina
Točen čas gradnje ni z gotovostjo znan. Nekateri zgodovinarji verjamejo, da je ustanovitelj Šapur I., ki je vladal Perziji od 242 do 272 n. št. , drugi pa verjamejo, da se je gradnja morda začela med vladavino Anuširuvana Pravičnega (Kozrav I.)  po kampanji proti Bizantincem leta 540 n. št.. Obokana dvorana ivana, odprta na fasadni strani, je bila visoka približno 37 metrov, široka 26 metrov in dolga 50 metrov, največji prostostoječi obok, ki ga je izdelal človek, do sodobnega časa.
Lok je bil del kompleksa cesarske palače. Prestolna soba — verjetno pod ali za obokom — je bila visoka več kot 30 m in je pokrivala območje, široko 24 m in 48 m dolgo. Zgornji del loka je debel približno 1 meter, medtem ko so stene na dnu debele do 7 metrov. To je največji obok, ki je bil kdaj zgrajen na svetu. Verižni lok je bil zgrajen brez opaža. Da bi to omogočili, so bile uporabljene številne tehnike. Opeke so bile položene približno 18 stopinj od navpičnice, kar jim je omogočilo, da jih je med gradnjo delno podprla zadnja stena. Hitro sušeči cement, uporabljen kot malta, je omogočil, da so sveže opeke hitro podprle tiste, ki so bile položene prej. 
Taq Kasra je zdaj vse, kar je ostalo nad tlemi mesta, ki je bilo sedem stoletij – od 2. stoletja pred našim štetjem do 7. stoletja našega štetja – glavna prestolnica naslednic dinastij perzijskega cesarstva: Partov in Sasanidov. Struktura, ki je ostala danes, je bila glavni portik sprejemne dvorane Sasanidov, ki so ohranili isto mesto, ki so ga izbrali Parti, in iz istega razloga, namreč bližine [[>Rimsko cesarstvo|Rimskega cesarstva]], katerega ekspanzionistične cilje bi bilo mogoče bolje omejiti na točki stika.
Strukturo so zavzeli Arabci med osvajanjem Perzije leta 637. Nato so jo nekaj časa uporabljali kot mošejo, dokler ni bilo območje postopoma opuščeno. V začetku 10. stoletja je abasidski kalif al-Muktafi izkopal ruševine palače, da bi ponovno uporabil opeko pri gradnji palače Tadž v Bagdadu.
Spomenik je tudi predmet pesmi Khaqanija, ki je obiskal ruševine v 12. stoletju. 

### Sodobnost
Leta 1851 je francoski umetnik Eugène Flandin obiskal in preučil strukturo s Pascalom Costejem , ki je pripomnil, da »Rimljani niso imeli nič podobnega«.
Leta 1888 je huda poplava porušila večji del stavbe.
Leta 1940 je Roald Dahl, ki je bil takrat na usposabljanju za pilote na RAF Habbaniya blizu Bagdada , posnel nagrajeno fotografijo z Zeissovo kamero Ktezifonovega loka v Iraku, ki jo je družina Dahl nato dala na dražbo, da bi zbrala sredstva za Muzej Roalda Dahla in središče zgodb. Fotografija je prinesla 6000 funtov. V njegovi avtobiografiji Boy piše:
Morda ne boste verjeli, a ko sem bil star osemnajst let, sem dobival nagrade in medalje Kraljevega fotografskega društva v Londonu in drugih krajev, kot je fotografsko društvo Holland. Dobil sem celo čudovito veliko bronasto medaljo od Egiptovskega fotografskega društva v Kairu in še vedno imam fotografijo, ki jo je osvojila. Gre za sliko enega od tako imenovanih sedmih čudes sveta, Ktezifonov lok v Iraku. To je največji nepodprti lok na zemlji in fotografiral sem, ko sem leta 1940 treniral za RAF. Samostojno sem letel nad puščavo s starim dvokrilcem Hawker Hart in okoli vratu sem imel fotoaparat. Ko sem zagledal ogromen lok, ki je sam stal v morju peska, sem spustil eno krilo in obesil na trakove ter spustil palico, medtem ko sem nameril in kliknil na zaklop. Izšlo se je v redu.
Vlada Sadama Huseina je v 1980-ih, ko je bilo padlo severno krilo delno obnovljeno, spomenik obnavljala. Vsa dela pa so se po vojni v Perzijskem zalivu leta 1991 ustavila. Od leta 2004 do 2008 je iraška vlada sodelovala s projektom Diyala na Univerzi v Čikagu, da bi obnovila mesto za 100.000 $. Ministrstvo za kulturo je k obnovitvi lokacije povabilo tudi češko podjetje Avers. Ta obnova je bila končana leta 2017.
7. marca 2019 je delno porušitev še dodatno poškodovala Taq Kasro, le dve leti po zaključku zadnje obnove.
Januarja 2021 je iranski minister za kulturno dediščino Ali Asghar Mounesan omenil, da bo za obnovo Taq Kasre potreben kredit v višini približno 600.000 dolarjev.

## Dokumentarni film
Leta 2017 je Pejman Akbarzadeh s sedežem na Nizozemskem posnel prvi celovečerni dokumentarni film o Taq Kasri: Taq Kasra: Čudo arhitekture. Spomenik je bil v letih 2015–2016 v nevarnosti napadov ISIS; Akbarzadeh se je bal, da bi ga lahko kmalu uničili, in je zato čutil nujnost snemanja tega dokumentarca. Film raziskuje zgodovino in arhitekturo Taq Kasre z znanimi učenjaki in arheologi iz različnih držav.

## Galerija
- Taq Kasra
- Risba Captain Harta, 1824
- Fotografija 1864
- Iraška poštna znamka 1923, oblikoval jo je Marjorie Maynard
- Fotografija 1950
- 2009: Iraški uradniki in ameriški vojaški častniki razpravljajo o načrtih za prenovo obstoječih struktur..
- Fotografija 2016
- Nacionalni muzej Irana, katerega arhitektura je prevzeta po arhitekturi Taq-i Kasre

## SKlici
1. ↑  Encyclopaedia Iranica, E. J. Keall, AYVĀN-E KESRĀ , volume 3, fascicle 2, pages 155-159
2. ↑  Farrokh, Kaveh. Shadows in the Desert: Ancient Persia at War. Oxford: Osprey, 2007
3. ↑  Chris, ur. (2008). Taq-I-Kasra (Arch of Ctesiphon). worldheritagesite.
4. ↑  Schmidt, J.H. »L'expédition de Ctésiphon en 1931-1932«. Persee. Pridobljeno 9. septembra 2017.
5. ↑  Because of the vicissitudes of historical transmission, eventually no less than four Sasanian rulers were quoted as its builders: Shapur I (241–273), Shapur II (310–379), Khosrau I Anushirvan (531–579) and Khosrau II Parvez (590–628). Kurz, Otto (1941). »The Date of the Ṭāq i Kisrā«. The Journal of the Royal Asiatic Society of Great Britain and Ireland. (New Series). 73 (1): 37–41. doi:10.1017/S0035869X00093138. JSTOR 25221709.
6. ↑  Reade, Dr Julian (1999).  Scarre, Chris (ur.). The Seventy Wonders of the Ancient world The Great Monuments and How they were Built. Thames & Hudson. str. 185–186. ISBN 0-500-05096-1.
7. ↑  Wright, G. R. H., Ancient building technology vol. 3. Leiden, Netherlands. Koninklijke Brill NV. 2009. 237. Print.
8. ↑  Le Strange, Guy (1922). Baghdad during the Abbasid Caliphate: from contemporary Arabic and Persian sources (2. izd.). Oxford: Clarendon Press. str. 253–254.
9. ↑  Briant, Pierre. »Ctesiphon, palais sassanide«. achemenet. Pridobljeno 29. decembra 2016.
10. ↑  »Master Builders: Influence of Sassanid Architecture Reached far Beyond their Borders - Kaveh Farrokh«. kavehfarrokh.com. Pridobljeno 21. januarja 2017.
11. ↑  »Taq Kasra: The Archway of Ctesiphon«. amusingplanet.com. 22. marec 2016.
12. ↑  GOING SOLO by Roald Dahl
13. ↑  [mrtva povezava]
14. ↑  »Diyala Project | The Oriental Institute of the University of Chicago«. oi.uchicago.edu.
15. ↑  »Taq Kasra Partially Collapses | Taq Kasra : 3rd-century Persian Monument in Iraq«.
16. ↑  »Magnificent Taq Kasra to be restored by Iranian budget, expertise«. Tehran Times. 12. januar 2021.
17. ↑  »Taq Kasra: Wonder of Architecture«. SOAS Centre for Iranian Studies. Arhivirano iz prvotnega spletišča dne 12. julija 2018. Pridobljeno 30. avgusta 2019.
18. ↑  »Taq Kasra Documentary Film«. TaqKasra.com. Pridobljeno 16. decembra 2017.